# 1958 Miles
1958 Miles je studiové album amerického jazzového trumpetisty Milese Davise. Jeho nahrávání probíhalo v květnu 1958 v 30th Street Studios a v září téhož roku v Plaza Hotel v New Yorku. Album pak vyšlo v roce 1968 u vydavatelství Columbia Records. Jeho producentem byl Teo Macero. V roce 1991 vyšlo album v reedici pod názvem '58 Sessions Featuring Stella by Starlight.

## Seznam skladeb
| Pořadí         | Název                   | Autor                           | Délka |
| -------------- | ----------------------- | ------------------------------- | ----- |
| 1.             | On Green Dolphin Street | Bronislaw Kaper, Ned Washington | 9:48  |
| 2.             | Fran Dance              | Miles Davis                     | 5:48  |
| 3.             | Stella by Starlight     | Victor Young, Ned Washington    | 4:41  |
| 4.             | Love for Sale           | Cole Porter                     | 11:43 |
| 5.             | Straight, No Chaser     | Thelonious Monk                 | 10:57 |
| 6.             | My Funny Valentine      | Richard Rodgers, Lorenz Hart    | 10:05 |
| 7.             | Oleo                    | Sonny Rollins                   | 10:48 |
| Celková délka: | Celková délka:          | Celková délka:                  | 63:50 |

## Obsazení
- Miles Davis – trubka
- Cannonball Adderley – altsaxofon
- John Coltrane – tenorsaxofon
- Bill Evans – klavír
- Paul Chambers – kontrabas
- Jimmy Cobb – bicí